# (2996) Bowman
(2996) Bowman (1954 RJ; 1938 FO; 1940 RW; 1949 QW1; 1956 AC; 1961 EE; 1977 RF3; 1977 TC2; 1984 BD) ist ein ungefähr 20 Kilometer großer Asteroid des mittleren Hauptgürtels, der am 5. September 1954 im Rahmen des Indiana Asteroid Programs am Goethe-Link-Observatorium in Brooklyn, Indiana (IAU-Code 760) entdeckt wurde. Durch das Indiana Asteroid Program wurden insgesamt 119 Asteroiden neu entdeckt. Er gehört zur Hoffmeister-Familie, einer Gruppe von Asteroiden, die nach (1726) Hoffmeister benannt ist.

## Benennung
(2996) Bowman wurde nach Fred N. Bowman, einem Amateurastronomen am Cincinnati-Observatorium, benannt. Er wurde am Tag der Entdeckung des Asteroiden geboren. Die Benennung wurde vom US-amerikanischen Astronomen Frank K. Edmondson nach einer Empfehlung von Viola R. Bowman vorgeschlagen.